# Castillo Aizuwakamatsu
El Castillo de Aizuwakamatsu (会津若松城 Aizuwakamatsu-jō?), también conocido como Castillo de Tsuruga (鶴ヶ城 Tsuruga-jō), es una fortaleza tradicional situada en el centro de la ciudad de Aizuwakamatsu, en la prefectura de Fukushima.

## Historia
Fue construido por Ashina Naomori en 1384 y originalmente lo llamó Castillo Kurokawa (黒川城 Kurokawa-jō). Hasta el año 1868 fue el centro administrativo y militar de Aizu.
Date Masamune, el gran señor de la guerra que luchó contra el clan Ashina durante años, lo capturó en 1589, pero fue pronto sometido por Toyotomi Hideyoshi y lo rindió en 1590.
En 1592, un nuevo señor, Gamō Ujisato, lo rediseñó y le dio el nombre de Castillo de Tsuruga, aunque la gente del pueblo se refería a él como Castillo de Aizu o Castillo de Wakamatsu.
Durante el Periodo Edo, fue sede del daimyō del Han de Aizu. El fundador fue Hoshina Masayuki, el hijo del shōgun Tokugawa Hidetada y el nieto de Ieyasu. Él y sus descendientes volvieron a usar el apellido Matsudaira. Durante el shogunato fue una importante fortaleza de los Tokugawa en la región de Tōhoku en Honshū.
En 1868 durante la Batalla de Aizu que fue parte de la Guerra Boshin, fue asediado y, tras un mes de resistencia, fue rendido por Matsudaira Katamori y en 1874 fue destruido por el nuevo gobierno.
La torre principal del castillo, o tenshu, fue reconstruida en 1965. Actualmente alberga un museo y, en lo más alto, un mirador con vistas de toda la ciudad.